# 鑽石系列運載火箭
鑽石號系列運載火箭（法語：Diamant 意為鑽石），為法國第一個完全自行研製的火箭，是一不可重複使用的衛星發射系統且不由美國或蘇聯協助建造，鑽石號系列運載火箭為其後的歐羅巴運載火箭打下了基礎。
鑽石號系列運載火箭起源於寶石軍事計畫（法語：Pierres précieuses，意為珍貴的寶石）的五部原型機：瑪瑙（法語：Agathe）、黃玉（法語：Topaze）、翡翠（法語：Emeraude）、紅寶石（法語：Rubis）、藍寶石（法語：Saphir），於1965年間共發射12次，有9次成功，首次運載Astérix衛星，此部法國衛星於1965年11月26日進入軌道，雖然成功，但法國國家發射系統在1975年還是被歐洲的亞利安運載火箭取代。
法國的鑽石號系列運載火箭的系列機型都被研發出來，名為A、B、BP4型，全部的機型皆為三節式火箭且可酬載150公斤至200公斤至低地球軌道。

## 鑽石A型
鑽石A型為鑽石號系列火箭的第一種機型，在1965年至1967年發射Asterix及其他三枚小型衛星，地點為阿爾及利亞的漢馬吉爾，引人注目的視此新研發的系統四次發射只有部分失敗。
鑽石A型的第一節長10公尺，直徑為1.4公尺，重14.7頓，引擎為LRBA門克森引擎（Vexin），推力269000牛頓推進時間為93秒；第二節長4.7公尺直徑0.8公尺重2.9噸產生推力165千牛噸推進時間44秒第三節長2.65公尺重709公斤推進時間45秒產生推力27至53千牛頓。於發射時，鑽石A型重18.42噸，長18.95公尺。

## 鑽石B型
鑽石B型比鑽石A型較先進且第一節也有改良。於1970年至1973年共發射五顆人造衛星，皆從法屬圭亞那的開雲發射，此發射場至今仍為法國及歐洲太空總署所有。 鑽石B型的第一節長14.2公尺，直徑1.4公尺，重20.1公噸，其引擎可產生316千牛頓至400千牛頓(引擎隨高度上升，壓力改變而略有不同)，推進時間為116秒。其第二節與鑽石A型相同。其第三節長1.67公尺，直徑0.8公尺，產生推力24千牛頓，推進時間46秒，鑽石B型長23.5公尺，重24.6公噸。 

## 鑽石BP4型
此機型改良了第二節火箭，第一節及第三節仍與先前之機型相同，於1975年執行三次任務，皆成功，共發射了四顆人造衛星至軌道。第二節使用MSBS火箭，長2.28公尺，直徑1.5公尺，產生推力180千牛頓，推進時間55秒。

## 發射紀錄
鑽石號系列運載火箭共有12次發射紀錄
| 發射日期       | 機型      | 發射場                | 酬載衛星      | 結果     | 備註           |
| -------------- | --------- | --------------------- | ------------- | -------- | -------------- |
| 1965年11月26日 | 鑽石A型   | 漢馬吉爾（Hammaguir） | Astérix       | 成功     |                |
| 1966年2月17日  | 鑽石A型   | 漢馬吉爾              | Diapason      | 成功     |                |
| 1967年2月8日   | 鑽石A型   | 漢馬吉爾              | Diadème 1     | 部分失敗 | 未達軌道       |
| 1967年2月15日  | 鑽石A型   | 漢馬吉爾              | Diadème 2     | 成功     |                |
| 1970年3月10日  | 鑽石B型   | 開雲                  | Mika/Wika     | 成功     |                |
| 1970年12月12日 | 鑽石B型   | 開雲                  | Pèole         | 成功     |                |
| 1971年4月15日  | 鑽石B型   | 開雲                  | Tournesol     | 成功     |                |
| 1971年12月6日  | 鑽石B型   | 開雲                  | Polaire       | 失敗     | 第二節引擎失敗 |
| 1972年5月21日  | 鑽石B型   | 開雲                  | Castor/Pollux | 部分失敗 | 衛星無法分離   |
| 1975年2月6日   | 鑽石BP4型 | 開雲                  | Starlette     | 成功     |                |
| 1975年5月17日  | 鑽石BP4型 | 開雲                  | Castor/Pollux | 成功     |                |
| 1975年9月27日  | 鑽石BP4型 | 開雲                  | Aura          | 成功     |                |

## 外部連結
- （页面存档备份，存于） (French language page with history on French/ESA rockets)
- Precious stone （页面存档备份，存于） (Series of French rockets built in the 1950s-1960s)